# (120216) 2004 EW95
(120216) 2004 EW95, também escrito como (120216) 2004 EW95, é um objeto transnetuniano (TNO) que está localizado no Cinturão de Kuiper, uma região do Sistema Solar. Este objeto é classificado como um plutino, pois, assim como Plutão, ele está em uma ressonância orbital de 02:03 com o planeta Netuno. Para cada duas órbitas que um plutino faz, Netuno orbita três vezes. Ele possui uma magnitude absoluta de 6,7 e tem um diâmetro estimado de cerca de 291 km. O astrônomo Mike Brown lista este corpo celeste em sua página na internet como um candidato a possível planeta anão.

## Descoberta
(120216) 2004 EW95 foi descoberto no dia 14 de março de 2004 pelo Spacewatch.

## Órbita
A órbita de (120216) 2004 EW95 tem uma excentricidade de 0,318 e possui um semieixo maior de 39,580 UA. O seu periélio leva o mesmo a uma distância de 26,979 UA em relação ao Sol e seu afélio a 52,181 UA.
(120216) 2004 EW95 está atualmente a uma distância de 27,6 UA do Sol, e chegará ao seu periélio (q=26,95 AU) em 2018. Isto significa que este objeto se encontra atualmente dentro da órbita do planeta Netuno. Assim como Plutão, este plutino passa parte de sua órbita mais próximo do Sol do que Netuno e, mesmo que suas órbitas são controladas por Netuno. Simulações realizadas pelo Deep Ecliptic Survey (DES) mostram que durante os próximos 10 milhões de anos (120216) 2004 EW95 pode adquirir uma distância de periélio tão pequeno quanto 24,8 UA.

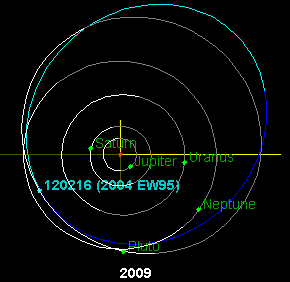
Este pequeno plutino está atualmente bem dentro da órbita de Netuno, embora a sua órbita seja controlada pelo planeta Netuno.

O provável planeta anão Huya e o plutino (15875) 1996 TP66 também estão atualmente dentro da órbita de Netuno.
(120216) 2004 EW95 vem dentro de 9 UA de Urano e fica mais de 21 UA de Netuno durante um período de 14 mil anos.
Supondo que um albedo genérico para um objeto transnetuniano seja de 0,09, (120216) 2004 EW95 tem cerca de 291 km de diâmetro.
Foi observado 44 vezes ao longo de 6 oposições e tem uma qualidade de conhecimento sobre sua órbita de nível 2.